# Julie Grollier
Julie Grollier, née en 1975 à Poitiers (Vienne), est une physicienne française. Ses travaux de recherche concernent la  spintronique, les neurones et les synapses artificielles,. Elle  écrit par ailleurs de la poésie.

## Biographie
Née à Poitiers en 1975, Julie Grollier grandit à Caen, puis rejoint la région parisienne après son baccalauréat. Elle suit des études d'ingénieur à l'École supérieure d’électricité (promotion 1998) avant d’effectuer un stage sur la supraconductivité au Laboratoire de cristallographie et sciences des matériaux à Caen. Élève de l'École normale supérieure de Cachan, elle soutient en 2003, sous la direction d'Albert Fert, une thèse sur le « Renversement d'aimantation par injection d’un courant polarisé en spin ». Il s'agit d'un phénomène de spintronique permettant de contrôler par un courant électrique la direction d’une aimantation dans des nano-objets.
Julie Grollier effectue ensuite à l'Université de Groningue aux Pays-Bas puis à l’Institut d'électronique fondamentale d'Orsay deux postdoctorats sur la dynamique de l’aimantation de nano-aimants.
En 2005, elle est recrutée comme chargée de recherche CNRS au sein de l'Unité mixte de physique CNRS/Thales. Depuis 2015, elle y est directrice de recherche.
Ses recherches portent sur la spintronique et le calcul neuromorphique, qui prend inspiration du cerveau pour réduire la consommation électrique des puces électroniques. Elle a notamment démontré en 2017 qu'un nano-neurone artificiel pouvait reconnaître des chiffres prononcés,,,,, résultats publiés dans la revue Nature.
Elle est l’autrice d’un livre pour enfants sur l’intelligence artificielle : Estelle et Noé à la découverte des intelligences artificielles, éditions Mille Pages, et d’un recueil de poésie intitulé (Peau), publié aux éditions Tango Girafe.

## Récompenses et distinctions
- Palmarès des inventeurs 2024 (Le Point) dans la catégorie Physique quantique.
- Lauréate du prix IEEE Magnetics Society Mid-Career Award 2023[16].
- 2022 :  Chevalière de l'ordre national du Mérite[17]
- Prix Irène-Joliot-Curie (2021)[18]
- Médaille d'argent du CNRS (2018)[19],[20].
- Fellow de la Société américaine de physique (APS) (2015)[21] et de la société IEEE (2023)[22].
- Lauréate de trois bourses du Conseil Européen de la Recherche, projets « NanoBrain » (Memristive Artificial Synapses and their integration in Neural Networks, 2010-2015[23],[24],[25]), « BioSPINSpired »  (Bio-inspired Spin-Torque Computing Architectures, 2016-2021[26],[27]) et « Grenadyn » (Neural Gradient Evaluation through Nanodevice     Dynamics, 2022-2027)[28]
- Grand prix Jacques Herbrand de l'Académie des Sciences (2010).

## Conférences filmées
- (en) Julie Grollier, « How artificial nano-neurons can fix computers' energy addiction? - TEDxSaclay », sur Youtube, 30 novembre 2017 (consulté le 30 avril 2018).
- Julie Grollier, « JMC13 Conférence à Montpellier », août 2012 (consulté le 30 avril 2018).
- (en) Julie Grollier, « Realizing a brain on a chip - World Economic Forum », sur Youtube (consulté le 30 avril 2018).
- Julie Grollier, Spins neuromorphiques, Séminaire au collège de France, 06  février 2023 https://www.college-de-france.fr/fr/agenda/seminaire/theorie-des-systemes-complexes-des-verres-de-spin-aux-reseaux-de-neurones/spins-neuromorphiques
- Julie Grollier, Les circuits de l’intelligence artificielle, Masterclass du CNRS, https://www.cite-sciences.fr/fr/ressources/conferences-en-replay/saisons/les-masterclass-du-cnrs/intelligence-artificielle, 8 nov 2019